# Vassel
Vassel ist eine französische Gemeinde mit 295 Einwohnern (Stand: 1. Januar 2022) im Département Puy-de-Dôme in der Region Auvergne-Rhône-Alpes. Vassel gehört zum Arrondissement Clermont-Ferrand und zum Kanton Billom (bis 2015: Kanton Vertaizon).

## Lage
Vassel liegt etwa 15 Kilometer ostsüdöstlich von Clermont-Ferrand in der Limagne. Umgeben wird Vassel von den Nachbargemeinden Vertaizon im Norden und Nordwesten, Bouzel im Nordosten, Espirat Osten und Südosten, Chas im Süden und Südwesten sowie Chauriat im Westen und Südwesten. 

## Bevölkerungsentwicklung
| Jahr                       | 1962 | 1968 | 1975 | 1982 | 1990 | 1999 | 2006 | 2013 |
| Einwohner                  | 168  | 159  | 165  | 174  | 168  | 200  | 214  | 268  |
| Quellen: Cassini und INSEE |      |      |      |      |      |      |      |      |

## Sehenswürdigkeiten
- Alte Burgruine mit Turm